# フリオ・アルベルト・モレーノ
フリオ・アルベルト・モレーノ・カサス（Julio Alberto Moreno Casas、1958年10月7日 - ）は、スペイン・アストゥリアス州カンダス出身の元サッカー選手。スペイン代表であった。現役時代のポジションはディフェンダー（左サイドバック）。

## 経歴

### クラブ
アストゥリアス州・カンデスに生まれたが、アトレティコ・マドリードの下部組織で育った。若手時代は出場機会を得るのに苦労し、1979-80シーズンにはセグンダ・ディビシオン（2部）のレクレアティーボ・ウェルバにレンタル移籍した。1980年にアトレティコに復帰すると、正式にトップチームに昇格し、1980-81シーズンと1981-82シーズンにはリーグ戦計59試合に出場した。
1982年にFCバルセロナに移籍し、在籍した9シーズンで9個のタイトルを獲得した。1982-83シーズンにはコパ・デル・レイとコパ・デ・ラ・リーガのカップ戦2冠を達成し、1983年にはスーペルコパ・デ・エスパーニャで優勝。1984-85シーズンには中心選手としてプリメーラ・ディビシオン（1部）優勝に貢献し、1985-86シーズンのUEFAチャンピオンズカップでは、準決勝のユヴェントスFC（イタリア）戦(1-0)で決勝点を挙げた。決勝のFCステアウア・ブカレスト（ルーマニア）戦にも先発出場したが、PK戦で敗れて準優勝に終わった。1988年にヨハン・クライフが就任すると、エル・ドリーム・チームでは大きく出場機会を減らし、1988-89シーズンからの3シーズンで計29試合しか出場できなかった。特に1990-91シーズンは3試合の出場に終わり、クラブはリーグ優勝を果たしたが、フリオ・アルベルトはシーズン終了後に現役引退した。

### 代表
1984年2月29日、アウェーで行われたルクセンブルクとの親善試合(1-0)でスペイン代表デビューし、その試合で両チーム唯一のイエローカードを提示された。同年夏にはUEFA欧州選手権1984本大会に出場し、全試合に出場して準優勝に貢献。1986年には1986 FIFAワールドカップに出場した。スペイン代表としては1988年までに34試合に出場した。

### 現役引退後
現役引退後は酷い鬱症状に悩まされ、深刻な薬物依存症に陥ったが、やがて症状は改善した。

## タイトル

### クラブ
FCバルセロナ
- UEFAカップウィナーズカップ 優勝 : 1988-89
- プリメーラ・ディビシオン 優勝 : 1984-85, 1990-91
- コパ・デル・レイ 優勝 : 1982-83, 1987-88, 1989-90
- スーペルコパ・デ・エスパーニャ 優勝 : 1983
- コパ・デ・ラ・リーガ 優勝 : 1982-83, 1985-86
- UEFAチャンピオンズカップ 準優勝 : 1985-86

### 代表
```
スペイン代表
```

- UEFA欧州選手権 準優勝 : 1984